# Harundang
Harundang is een bestuurslaag in het regentschap Serang van de provincie Banten, Indonesië. Harundang telt 2369 inwoners (volkstelling 2010).